# Fairway Patch
Der Fairway Patch (englisch für Fahrwasserflecken) ist eine Untiefe vor dem westlichen Ende Südgeorgiens. Sie liegt in der Einfahrt zur Elsehul.
Der Name dieser Untiefe ist erstmals auf einer Landkarte der britischen Admiralität aus dem Jahr 1931 verzeichnet. Der Benennungshintergrund ist nicht überliefert.